# Irish American Football League 2007
La Irish American Football League 2007 è stata la 21ª edizione del campionato irlandese di football americano di primo livello, organizzato dalla IAFL.

## Squadre partecipanti
| Club                  | Città         | Stadio | Sponsor ufficiale | Risultato nella stagione 2006 |
| --------------------- | ------------- | ------ | ----------------- | ----------------------------- |
| Belfast Bulls         | Belfast       |        |                   |                               |
| Belfast Trojans       | Belfast       |        |                   |                               |
| Carrickfergus Knights | Carrickfergus |        |                   |                               |
| Cork Admirals         | Cork          |        |                   |                               |
| DCU Saints            | Dublino       |        |                   |                               |
| Dublin Rebels         | Dublino       |        |                   |                               |
| Dublin Dragons        | Dublino       |        |                   |                               |
| Tallaght Outlaws      | Tallaght      |        |                   |                               |
| UL Vikings            | Limerick      |        |                   |                               |

## Stagione regolare

### Calendario

#### 1ª giornata
| 25 marzo 2007 | Dublin Rebels | 8 – 0 | DCU Saints |  |

| 25 marzo 2007 | UL Vikings | 54 – 0 | Tallaght Outlaws |  |

| 25 marzo 2007 | Belfast Bulls | 6 – 13 | Cork Admirals |  |

#### 2ª giornata
| 1º aprile 2007 | UL Vikings | 34 – 6 | Dublin Dragons |  |

| 1º aprile 2007 | Belfast Bulls | 14 – 12 | Belfast Trojans |  |

| 1º aprile 2007 | Tallaght Outlaws | 0 – 22 | Carrickfergus Knights |  |

#### 3ª giornata
| 15 aprile 2007 | UL Vikings | 0 – 30 | Cork Admirals |  |

| 15 aprile 2007 | Belfast Trojans | 60 – 12 | Tallaght Outlaws |  |

| 15 aprile 2007 | DCU Saints | 0 – 6 | Dublin Dragons |  |

#### 4ª giornata
| 22 aprile 2007 | UL Vikings | 42 – 0 | Belfast Bulls |  |

| 22 aprile 2007 | Carrickfergus Knights | 24 – 0 | Dublin Dragons |  |

| 22 aprile 2007 | Belfast Trojans | 12 – 6 | Dublin Rebels |  |

#### 5ª giornata
| 29 aprile 2007 | Tallaght Outlaws | 6 – 55 | UL Vikings |  |

| 29 aprile 2007 | Dublin Rebels | 28 – 26 | Cork Admirals |  |

| 29 aprile 2007 | DCU Saints | 20 – 12 | Carrickfergus Knights |  |

#### 6ª giornata
| 6 maggio 2007 | DCU Saints | 0 – 46 | Dublin Rebels |  |

| 6 maggio 2007 | Cork Admirals | 20 – 36 | UL Vikings |  |

| 6 maggio 2007 | Carrickfergus Knights | 6 – 18 | Belfast Bulls |  |

#### 7ª giornata
| 27 maggio 2007 | Dublin Dragons | 12 – 62 | Dublin Rebels |  |

| 27 maggio 2007 | Belfast Trojans | 6 – 6 | Belfast Bulls |  |

| 27 maggio 2007 | Carrickfergus Knights | 6 – 28 | UL Vikings |  |

#### 8ª giornata
| 3 giugno 2007 | Cork Admirals | 30 – 0 | Tallaght Outlaws |  |

| 3 giugno 2007 | Dublin Dragons | 14 – 28 | Belfast Trojans |  |

| 3 giugno 2007 | DCU Saints | 2 – 50 | UL Vikings |  |

#### 9ª giornata
| 10 giugno 2007 | Belfast Bulls | 24 – 0 | Carrickfergus Knights |  |

| 10 giugno 2007 | Cork Admirals | 64 – 0 | DCU Saints |  |

| 10 giugno 2007 | Dublin Dragons | 34 – 0 | Tallaght Outlaws |  |

#### 10ª giornata
| 17 giugno 2007 | Belfast Bulls | 30 – 0 | DCU Saints |  |

| 17 giugno 2007 | Cork Admirals | 60 – 0 | Belfast Trojans |  |

| 17 giugno 2007 | Tallaght Outlaws | 0 – 70 | Dublin Rebels |  |

#### 11ª giornata
| 24 giugno 2007 | Dublin Dragons | 0 – 12 | DCU Saints |  |

#### 12ª giornata
| 1º luglio 2007 | Carrickfergus Knights | 12 – 6 | Belfast Trojans |  |

| 1º luglio 2007 | Cork Admirals | 84 – 0 | Tallaght Outlaws |  |

| 1º luglio 2007 | Dublin Rebels | 54 – 0 | Dublin Dragons |  |

#### 13ª giornata
| 8 luglio 2007 | Dublin Rebels | 6 – 0 | Belfast Bulls |  |

| 8 luglio 2007 | Belfast Trojans | 0 – 0 | Carrickfergus Knights |  |

### Classifiche
Le classifiche della regular season sono le seguenti.
- PCT = percentuale di vittorie, G = partite giocate, V = partite vinte,  P = partite perse, PF = punti fatti, PS = punti subiti

#### North
| Pos. | Squadra               | PCT  | G | V | N | P | PF  | PS  |
| ---- | --------------------- | ---- | - | - | - | - | --- | --- |
| 1    | Belfast Bulls         | .563 | 8 | 4 | 1 | 3 | 98  | 85  |
| 2    | Belfast Trojans       | .500 | 8 | 3 | 2 | 3 | 126 | 110 |
| 3    | Carrickfergus Knights | .438 | 8 | 3 | 1 | 4 | 82  | 96  |

#### Center
| Pos. | Squadra        | PCT  | G | V | N | P | PF  | PS  |
| ---- | -------------- | ---- | - | - | - | - | --- | --- |
| 1    | Dublin Rebels  | .875 | 8 | 7 | 0 | 1 | 260 | 50  |
| 2    | Dublin Dragons | .250 | 8 | 2 | 0 | 6 | 52  | 194 |
| 3    | DCU Saints     | .250 | 8 | 2 | 0 | 6 | 34  | 216 |

#### South
| Pos. | Squadra          | PCT  | G | V | N | P | PF  | PS  |
| ---- | ---------------- | ---- | - | - | - | - | --- | --- |
| 1    | UL Vikings       | .875 | 8 | 7 | 0 | 1 | 299 | 70  |
| 2    | Cork Admirals    | .750 | 8 | 6 | 0 | 2 | 327 | 70  |
| 3    | Tallaght Outlaws | .000 | 8 | 0 | 0 | 8 | 18  | 389 |

## Playoff

### Tabellone
|  | Wild Card | Wild Card       | Wild Card |  |  | Semifinali | Semifinali    | Semifinali |  |  | XXI Shamrock Bowl | XXI Shamrock Bowl | XXI Shamrock Bowl |
|  |           |                 |           |  |  |            |               |            |  |  |                   |                   |                   |
|  |           |                 |           |  |  | 1C         | Dublin Rebels | 6          |  |  |                   |                   |                   |
|  | 2S        | Cork Admirals   | 30        |  |  | 2S         | Cork Admirals | 8          |  |  |                   |                   |                   |
|  | 2N        | Belfast Trojans | 0         |  |  |            |               |            |  |  | 2S                | Cork Admirals     | 14                |
|  |           |                 |           |  |  |            |               |            |  |  | 1S                | UL Vikings        | 22                |
|  |           |                 |           |  |  | 1S         | UL Vikings    | 44         |  |  |                   |                   |                   |
|  |           |                 |           |  |  | 1N         | Belfast Bulls | 2          |  |  |                   |                   |                   |

### Wild Card
| 15 luglio 2007 | Cork Admirals | 30 – 0 | Belfast Trojans |  |

### Semifinali
| 22 luglio 2007 | UL Vikings | 44 – 2 | Belfast Bulls |  |

| 22 luglio 2007 | Dublin Rebels | 6 – 8 | Cork Admirals |  |

### XXI Shamrock Bowl
| Limerick 29 luglio 2007 | UL Vikings | 22 – 14 (8-8 0-0 7-6 7-0) referto                                                    | Cork Admirals | UL Sports Grounds |
| Hogan Q1 ( TD ) 5yd run Bassitt Q1 ( tpc ) Hogan Q3 ( TD ) 10yd run ? Q3 ( pat ) Hogan Q4 ( TD ) 5yd run ? Q3 ( pat ) Marcatori O'Callaghan Q1 ( TD ) 3yd run Pezeron Q1 ( tpc ) MacHale Q3 ( TD ) 30yd pass from Lomansey |            |                                                                                      |               |                   |
| |            |                                                                                      |               |                   |
| Hogan Q1 (TD) 5yd run Bassitt Q1 (tpc) Hogan Q3 (TD) 10yd run ? Q3 (pat) Hogan Q4 (TD) 5yd run ? Q3 (pat) | Marcatori  | O'Callaghan Q1 (TD) 3yd run Pezeron Q1 (tpc) MacHale Q3 (TD) 30yd pass from Lomansey |               |                   |

## Verdetti
- UL Vikings Campioni dell'Irlanda 2007